# Carina Schießl
Carina Schießl (* 19. Februar 1990 in Schwandorf) ist eine deutsche Politikerin (AfD). Seit 2025 ist sie Mitglied im Deutschen Bundestag.

## Leben und Arbeit
Schießl begann ihre schulische Laufbahn an der Grund- und Hauptschule in Schwarzenfeld, die sie von 1996 bis 2003 besuchte. Anschließend wechselte sie an die Mädchenrealschule St. Josef in Schwandorf. Von 2008 bis 2012 absolvierte sie eine Ausbildung zur Medizinisch-Technischen Laboratoriumsassistentin (MTLA) an der Dr. Robert Eckert Akademie in Regenstauf.
Nach ihrem Abschluss begann Schießl am 15. Oktober 2012 ihre berufliche Laufbahn am Universitätsklinikum Regensburg im Institut für Mikrobiologie und Hygiene, speziell im Bereich der Molekularen Diagnostik. Dort war sie bis zum 30. November 2019 tätig und übernahm zusätzlich die Funktion der Bereichs-Qualitätsmanagementbeauftragten.

## Politischer Werdegang

### Deutscher Bundestag
Zur Bundestagswahl 2025 trat sie im Bundestagswahlkreis Regensburg an. Sie unterlag Peter Aumer mit 17,9 Prozent der Erststimmen. Über die Landesliste Bayern der AfD wurde sie in den 21. Deutschen Bundestag gewählt.
Im 21. Deutschen Bundestag ist sie Mitglied im Ausschuss für Gesundheit sowie stellvertretend im Ausschuss für die Angelegenheiten der Europäischen Union.